# 44 (число)
44 (со́рок чоти́ри) — натуральне число між 43 і 45.

## Математика
- 244 = 17592186044416
- 44 — десяте щасливе число

## Наука
- Атомний номер рутенію

## Дати
- 44 рік
- 44 рік до н. е.

## Інші галузі
- ASCII-код символу «,» (кома)
- У Новому загальному каталозі позначається об’єкт NGC 44 — зірка типу *2 (подвійна зірка) у сузір'ї Андромеда.

## Інші сфери життя
- Міжнародний телефонний код Великої Британії
- +44 рок-група зі США
- Барак Обама, 44-ий президент США, колишній сенатор від штату Іллінойс у конгресі США.